# Agrypon residuum
Agrypon residuum là một loài tò vò trong họ Ichneumonidae.